# 板橋郡
板橋郡（：／ Phan-gyo gun */?）是朝鮮民主主義人民共和國江原道西部的一個郡，西隔阿飛虎嶺山脈與黃海北道相鄰，東靠馬息嶺山脈，臨津江流經。面積623平方公里，1990年人口約67,000人。下分1邑、22里。
1952年設郡。